# Bruceville-Eddy
Bruceville-Eddy è un comune (city) degli Stati Uniti d'America che si trova tra le contee di Falls e McLennan nello Stato del Texas. La popolazione era di 1 475 abitanti al censimento del 2010.
La maggior parte della città si trova nella contea di McLennan e fa parte dell'area metropolitana di Waco. Una piccola parte meridionale si trova nella contea di Falls.

## Geografia fisica
Bruceville-Eddy è situata a 31°18′20″N 97°14′53″W (31.305554, -97.247919). Secondo lo United States Census Bureau, la città ha una superficie totale di 8,31 km², dei quali 8,3 km² di territorio e 0,01 km² di acque interne (0,09% del totale).

## Società

### Evoluzione demografica
Secondo il censimento del 2010, la popolazione era di 1 475 abitanti.

### Etnie e minoranze straniere
Secondo il censimento del 2010, la composizione etnica della città era formata dal 90,98% di bianchi, l'1,9% di afroamericani, lo 0,34% di nativi americani, lo 0,34% di asiatici, lo 0,07% di oceanici, il 3,93% di altre razze, e il 2,44% di due o più etnie. Ispanici o latinos di qualunque razza erano il 12,81% della popolazione.